# Туврон, Ги
Ги Мише́ль Тувро́н (фр. Guy Michel Touvron; 15 февраля 1950, Виши, Алье — 9 марта 2024, Сен-Йор, Алье) — французский трубач.
Обучаться игре на корнете начал с десяти лет, в 1967 поступил в Парижскую консерваторию в классы корнета и трубы Мориса Андре, окончив её по обеим специальностям с первыми премиями в 1968 и 1969, соответственно. Лауреат международных конкурсов: конкурса ARD в Мюнхене (1972), «Пражской весны» (1974, вторая премия) и Международного конкурса исполнителей в Женеве (1975, вторая премия, первая не присуждалась).
В 1969—1971 Туврон был солистом Национального оркестра Лиона, затем в течение трёх лет — Оркестра Французского радио, в 1973 основал Ансамбль медных инструментов Ги Туврона. С 1974 по 1990 преподавал в Лионской консерватории, с 1990 — в Парижской региональной консерватории. Туврон много выступал как солист, делал записи. Будучи активным сторонником современной музыки, он часто становился первым исполнителем новых сочинений, написанных специально для него Шарлем Шейном, Иваном Евтичем, Жеромом Ноле, Франсуа Робером и многими другими современными композиторами. Ги Туврон — автор биографической книги «Maurice André — une trompette pour la renommée» о своём учителе Морисе Андре.
Умер 9 марта 2024 года от сердечного приступа в возрасте 74 лет.